# Halové mistrovství České republiky v atletice 2022
Halové mistrovství ČR v atletice 2022 se uskutečnilo ve dnech 5.–6. března 2022 v Ostravě-Vítkovicích. 

## Výsledky

### Muži
|                                   | Zlato                                                         | Výkon   | Stříbro                                                       | Výkon   | Bronz                                                              | Výkon   |
| 60 m                              | Zdeněk Stromšík                                               | 6,64    | Jan Veleba                                                    | 6,65    | Dominik Záleský                                                    | 6,68    |
| 200 m                             | Eduard Kubelík                                                | 21,03   | Jiří Kubeš                                                    | 21,24   | Ondřej Macík                                                       | 21,27   |
| 400 m                             | Patrik Šorm                                                   | 46,36   | Pavel Maslák                                                  | 46,70   | Vít Müller                                                         | 46,73   |
| 800 m                             | Lukáš Hodboď                                                  | 1:47,10 | Tomáš Vystrk                                                  | 1:48,17 | Lukáš Symerský                                                     | 1:49,23 |
| 1500 m                            | Daniel Kotyza                                                 | 3:50,38 | Jan Sýkora                                                    | 3:51,29 | Damián Vích                                                        | 3:52,10 |
| 3000 m                            | Damián Vích                                                   | 8:11,24 | Vladimír Marčík                                               | 8:19,95 | Marek Chrascina                                                    | 8:22,24 |
| 60 m př.                          | Petr Svoboda                                                  | 7,77    | Adam Helcelet                                                 | 7,91    | Vilém Stráský                                                      | 7,93    |
| 4 × 200 m                         | Dukla Praha A Ondřej Macík Jiří Kubeš Matyáš Koška Vít Müller | 1:26,23 | AK ŠKODA Plzeň Ondřej Míka Marek Páník Daniel Kabyš Jakub Rež | 1:28,33 | Dukla Praha B Ondřej Škrland Bořek Pešta Jakub Rusek Philip Krenek | 1:28,81 |
| Skok do výšky                     | Marek Bahník                                                  | 2,20    | Jan Štefela                                                   | 2,13    | Josef Adámek                                                       | 2,13    |
| Skok o tyči                       | Matěj Ščerba                                                  | 5,35    | Filip Bartoněk                                                | 5,25    | Jan Kudlička                                                       | 5,15    |
| Skok daleký                       | Radek Juška                                                   | 7,81    | Tomáš Kratochvíl                                              | 7,26    | Adam Helcelet                                                      | 7,16    |
| Trojskok                          | Ondřej Vodák                                                  | 15,55   | Jiří Vondráček                                                | 15,49   | Jakub Kunt                                                         | 15,33   |
| Vrh koulí                         | Jakub Forejt                                                  | 16,76   | Michal Forejt                                                 | 16,69   | Jan Touš                                                           | 16,66   |
| Sedmiboj Praha 11.–13. února 2022 | Jiří Sýkora                                                   | 5021    | František Doubek                                              | 5621    | Tomáš Pulíček                                                      | 5125    |

### Ženy
|                                  | Zlato                                                                            | Výkon   | Stříbro                                                                              | Výkon   | Bronz                                                                                  | Výkon   |
| 60 m                             | Marcela Pírková                                                                  | 7,34    | Eva Kubíčková                                                                        | 7,47    | Johana Kaiserová                                                                       | 7,50    |
| 200 m                            | Marcela Pírková                                                                  | 23,24   | Barbora Šplechtnová                                                                  | 23,68   | Nikoleta Jíchová                                                                       | 23,97   |
| 400 m                            | Lada Vondrová                                                                    | 52,20   | Tereza Petržilková                                                                   | 53,48   | Zdeňka Seidlová                                                                        | 54,86   |
| 800 m                            | Kimberley Ficenec                                                                | 2:06,57 | Vendula Hluchá                                                                       | 2:06,73 | Kateřina Hálová                                                                        | 2:07,68 |
| 1500 m                           | Diana Mezuliáníková                                                              | 4:20,24 | Lucie Sekanová                                                                       | 4:27,99 | Pavla Štoudková                                                                        | 4:28,12 |
| 3000 m                           | Lucie Sekanová                                                                   | 9:30,44 | Karolína Sasynová                                                                    | 9:34,83 | Julia-Anna Lily Bell                                                                   | 9:39,76 |
| 60 m př.                         | Helena Jiranová                                                                  | 8,22    | Markéta Štolová                                                                      | 8,30    | Kateřina Dvořáková                                                                     | 8,44    |
| 4 × 200 m                        | Dukla Praha A Emma Maštalířová Zdeňka Seidlová Pavlína Minářová Nikoleta Jíchová | 1:38,81 | AK ŠKODA Plzeň Linda Suchá Barbara Píchalová Kateřina Salcmanová Kateřina Matoušková | 1:40,38 | Sokol SG Plzeň-Petřín Klára Sobotková Anežka Voříšková Eliška Vébrová Lucie Zavadilová | 1:41,54 |
| Skok do výšky                    | Michaela Hrubá                                                                   | 1,84    | Denisa Pešová                                                                        | 1,80    | Klára Krejčiříková                                                                     | 1,75    |
| Skok o tyči                      | Amálie Švábíková                                                                 | 4,26    | Zuzana Pražáková Tereza Schejbalová                                                  | 4,03    | –                                                                                      | –       |
| Skok daleký                      | Linda Suchá                                                                      | 6,15    | Barbora Dvořáková                                                                    | 6,04    | Dorota Skřivanová                                                                      | 6,01    |
| Trojskok                         | Emma Maštalířová                                                                 | 13,28   | Linda Suchá                                                                          | 13,24   | Petra Harasimová                                                                       | 12,77   |
| Vrh koulí                        | Markéta Červenková                                                               | 17,92   | Katrin Brzyszkowská                                                                  | 15,32   | Lenka Valešová                                                                         | 14,80   |
| Pětiboj Praha 11.–13. února 2021 | Dorota Skřivanová                                                                | 4238    | Kateřina Dvořáková                                                                   | 4211    | Anna Kerbachová                                                                        | 3866    |